# Брусє
Брусє (хорв. Brusje) — населений пункт у Хорватії, у Сплітсько-Далматинській жупанії у складі міста Хвар.

## Населення
Населення за даними перепису 2011 року становило 194 осіб.
Динаміка чисельності населення поселення:

## Клімат
Середня річна температура становить 15,92 °C, середня максимальна – 27,39 °C, а середня мінімальна – 3,98 °C. Середня річна кількість опадів – 720 мм.
| Клімат поселення                              | Клімат поселення | Клімат поселення | Клімат поселення | Клімат поселення | Клімат поселення | Клімат поселення | Клімат поселення | Клімат поселення | Клімат поселення | Клімат поселення | Клімат поселення | Клімат поселення | Клімат поселення |
| Показник                                      | Січ.             | Лют.             | Бер.             | Квіт.            | Трав.            | Черв.            | Лип.             | Серп.            | Вер.             | Жовт.            | Лист.            | Груд.            |                  |
| Середній максимум, °C                         | 13,72            | 12,07            | 14,12            | 17,18            | 21,83            | 25,74            | 27,39            | 27,38            | 23,49            | 19,44            | 15,31            | 13,89            |                  |
| Середня температура, °C                       | 9,70             | 8,02             | 10,08            | 13,14            | 17,79            | 21,71            | 24,68            | 24,68            | 20,78            | 16,74            | 12,59            | 11,18            |                  |
| Середній мінімум, °C                          | 5,64             | 3,98             | 6,02             | 9,09             | 13,75            | 17,66            | 21,96            | 21,95            | 18,07            | 14,03            | 9,88             | 8,47             |                  |
| Норма опадів, мм                              | 70               | 57               | 63               | 57               | 48               | 39               | 25               | 41               | 60               | 79               | 96               | 85               |                  |
| Середньомісячна швидкість вітру, м/с          | 3.76             | 3.97             | 3.98             | 3.66             | 3.21             | 2.90             | 2.93             | 2.79             | 3.16             | 3.41             | 4.18             | 4.14             |                  |
| Середньомісячна сонячна радіація, кДж/м²·день | 5678             | 8456             | 12154            | 16727            | 20745            | 23428            | 25103            | 22090            | 16391            | 10717            | 6156             | 4811             |                  |
| --------------------------------------------- | ---------------- | ---------------- | ---------------- | ---------------- | ---------------- | ---------------- | ---------------- | ---------------- | ---------------- | ---------------- | ---------------- | ---------------- | ---------------- |
| Джерело:                                      |                  |                  |                  |                  |                  |                  |                  |                  |                  |                  |                  |                  |                  |